# بوك
بوك هي قرية تقع في مقاطعة فاش في المجر.
يبلغ تعدادها حوالي 3,256 نسمة. وتبعد 27 كم عن عاصمة الإقليم سومباثيلي

## معرض صور

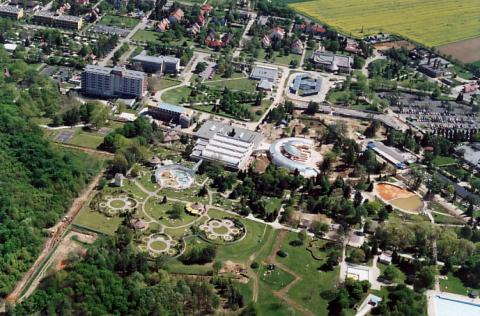
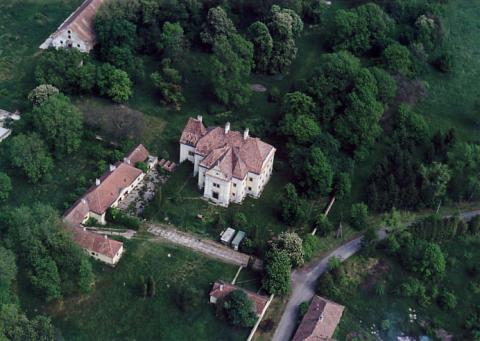
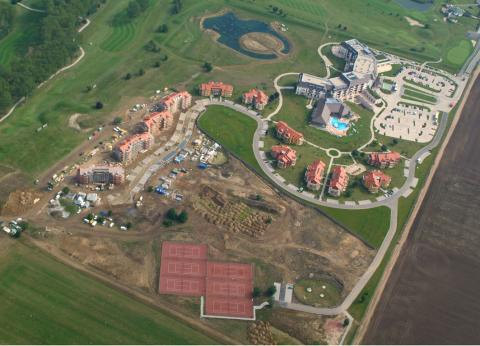
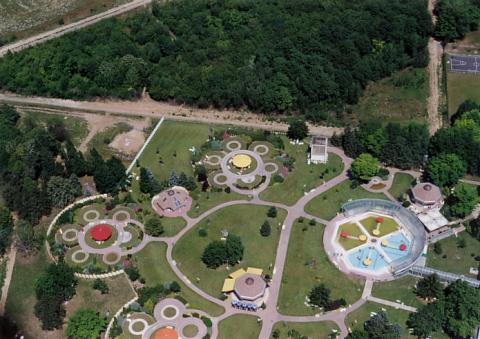

## توأمة
لبوك اتفاقيات توأمة مع كل من:
- توروكبالينت [الإنجليزية]‏
- إيلينغن